# بريق (تعدين)
البريق هي الطريقة التي يتفاعل بها الضوء مع سطح البلورة أو الصخور أو المعدن أو الفلزات. ومن مرادفاتها اللمعان.
يتم استخدام مجموعة من المصطلحات لوصف اللمعان، مثل ترابي ومعدني ودهني وحريري. وبالمثل، يشير المصطلح زجاجي (مشتق من اللاتينية vitrum بمعنى الزجاج) إلى بريق زجاجي. يتم إعطاء قائمة بهذه الشروط أدناه.
تختلف اللمعان على مدى سلسلة واسعة، وبالتالي لا توجد حدود جامدة بين الأنواع المختلفة من اللمعان. (لهذا السبب، يمكن أن تصف المصادر المختلفة نفس المعدن بشكل مختلف. هذا الغموض يزداد تعقيدًا بسبب قدرة البريق على التباين على نطاق واسع داخل أنواع معدنية معينة.) يتم الجمع بين المصطلحات بشكل متكرر لوصف أنواع وسيطة من اللمعان (على سبيل المثال، بريق "زجاجي دهني").
بعض المعادن المعرضة للظواهر الضوئية غير عادية، مثل النجوم (عرض مساحة مضيئة على شكل نجمة) أو عين الهر (عرض أشرطة مضيئة، والتي تظهر للتحرك كما العينة هي استدارة). وفيما يلي قائمة بهذه الظواهر.

## المصطلحات الشائعة

### بريق ألماسي

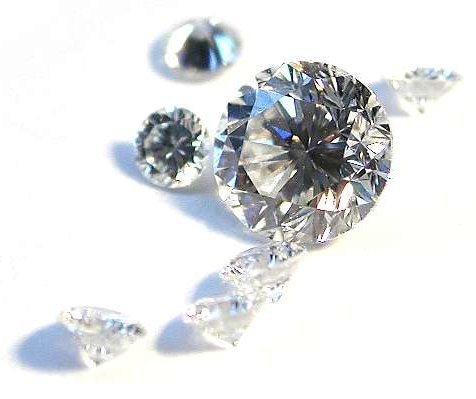
قطع الماس.

تمتلك المعادن الألماسية بريقًا فائقًا، والذي يلاحظ بشكل خاص في الألماس. هذه المعادن شفافة، ولها مؤشر انكسار مرتفع (من 1.9 أو أكثر). المعادن التي تحتوي على بريق آدمانتيني حقيقي غير شائعة، مع الأمثلة على الخزف والزركونيا المكعبة.
وتكون هناك بعض المعادن ذات بريق ألماسي ولكن بدرجة أقل مثل العقيق والياقوت.

### بريق باهت

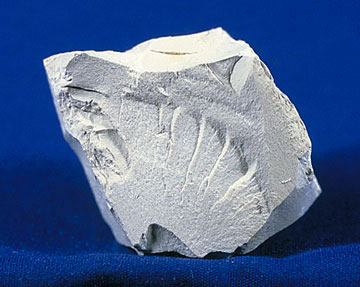
الكاولينايت

تُظهر المعادن الباهتة (أو الترابية) القليل من اللمعان أو بدون بريق، بسبب التحبيب الخشن الذي ينثر الضوء في جميع الاتجاهات، مما يقرب من عاكس لامبرتية. مثال على ذلك هو الكاولينيت. يتم أحيانًا التمييز بين المعادن الباهتة والمعادن الترابية، حيث يكون الأخير أكثر خشونة، وله بريق أقل.

### بريق دهني

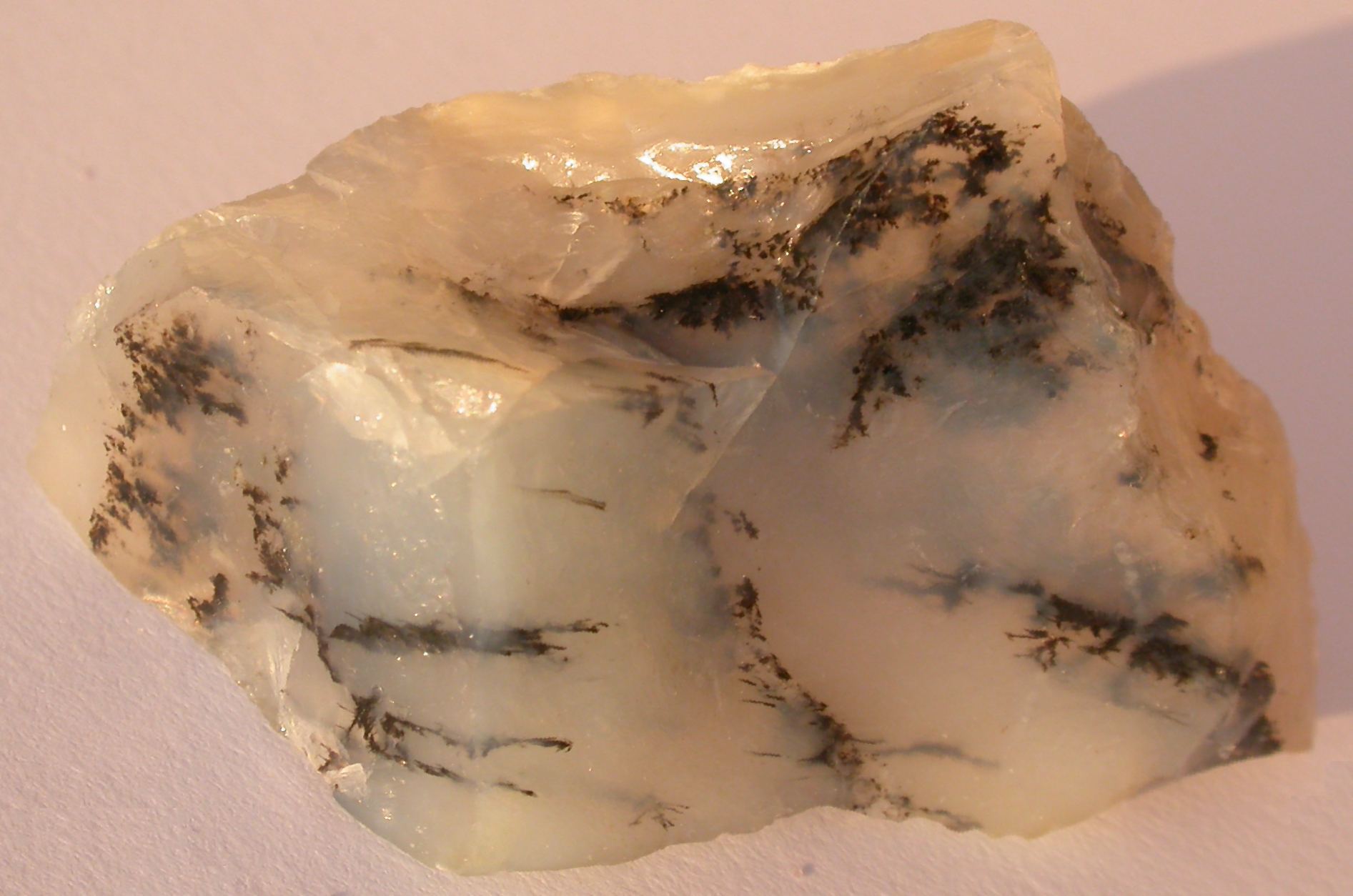
أوبال الطحلب

المعادن الدهنية تشبه الدهون أو الشحوم. غالبًا ما يحدث اللمعان الدهني في المعادن التي تحتوي على وفرة كبيرة من الشوائب المجهرية، والأمثلة تشمل الأوبال والكورديريت والجاديت. العديد من المعادن ذات البريق الدهني تعتبر دهنية الملمس.

### بريق معدني

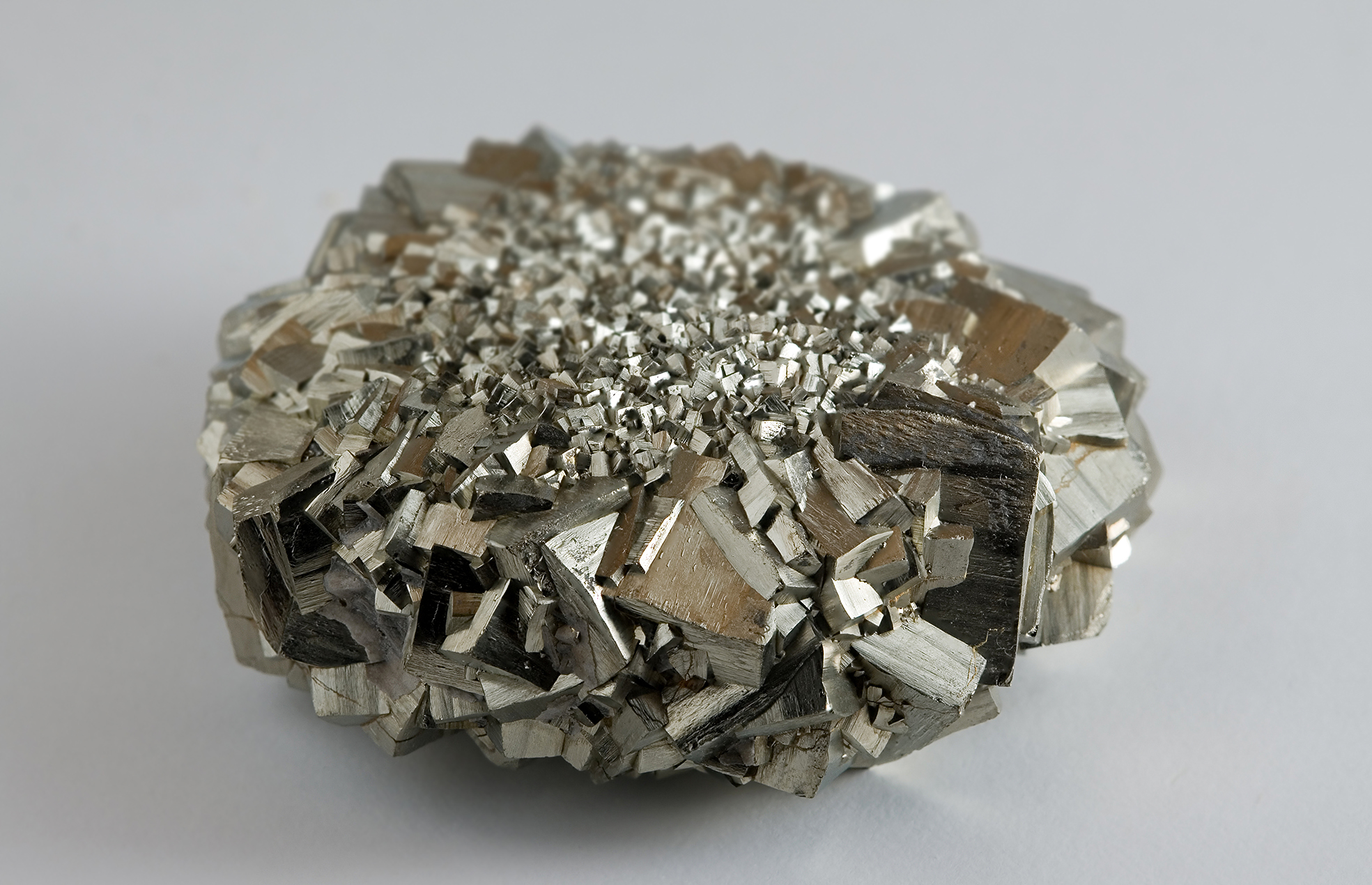
البيريت

المعادن المعدنية لها بريق المعدن المصقول، ولها أسطح مثالية تستعمل كسطح عاكس. تتضمن الأمثلة غالينا وبيريت وأكسيد الحديد الأسود.

### بريق لؤلؤي

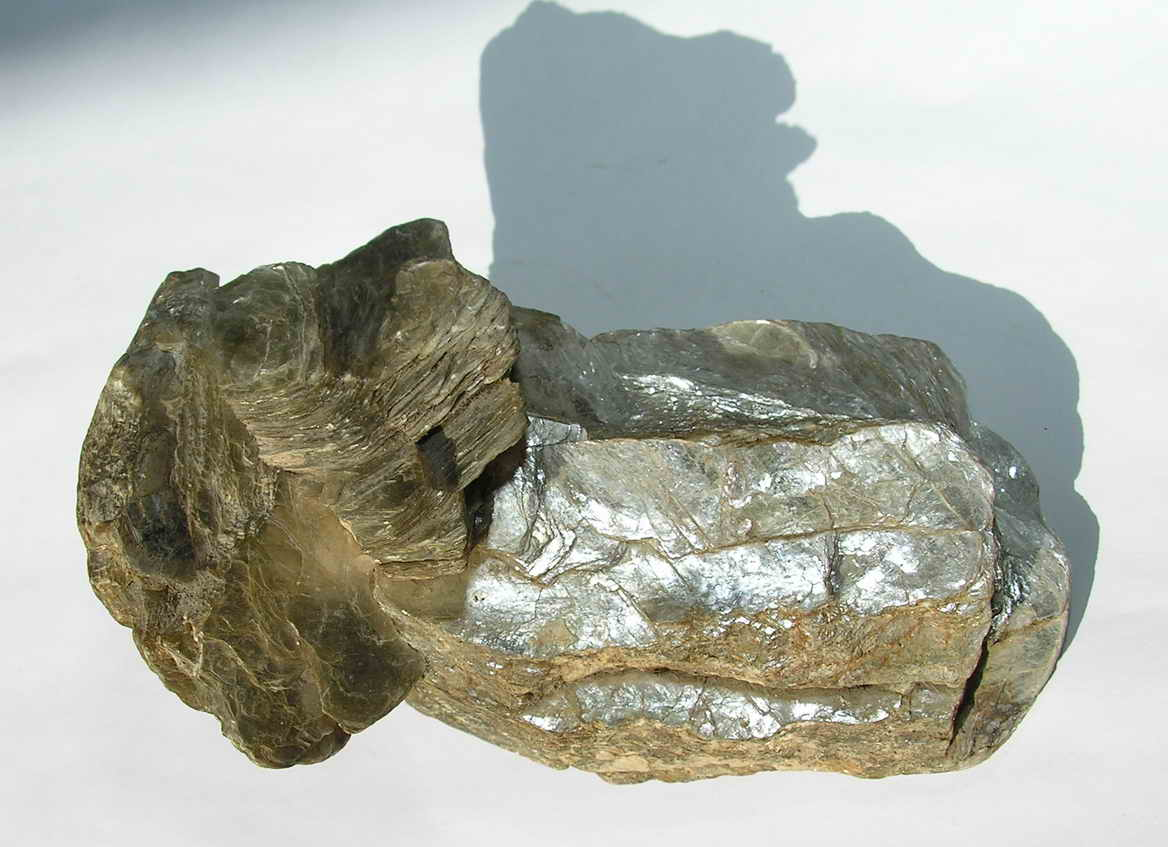
مسكوفيت

تتكون المعادن اللؤلؤية من صفائح مستوية رفيعة المستوى. الضوء المنعكس من هذه الطبقات يمنحها بريقًا يشبه اللآلئ. هذه المعادن تمتلك انفصام متكامل، مثل مسكوفيت وستيلبيت.

### بريق راتنجي

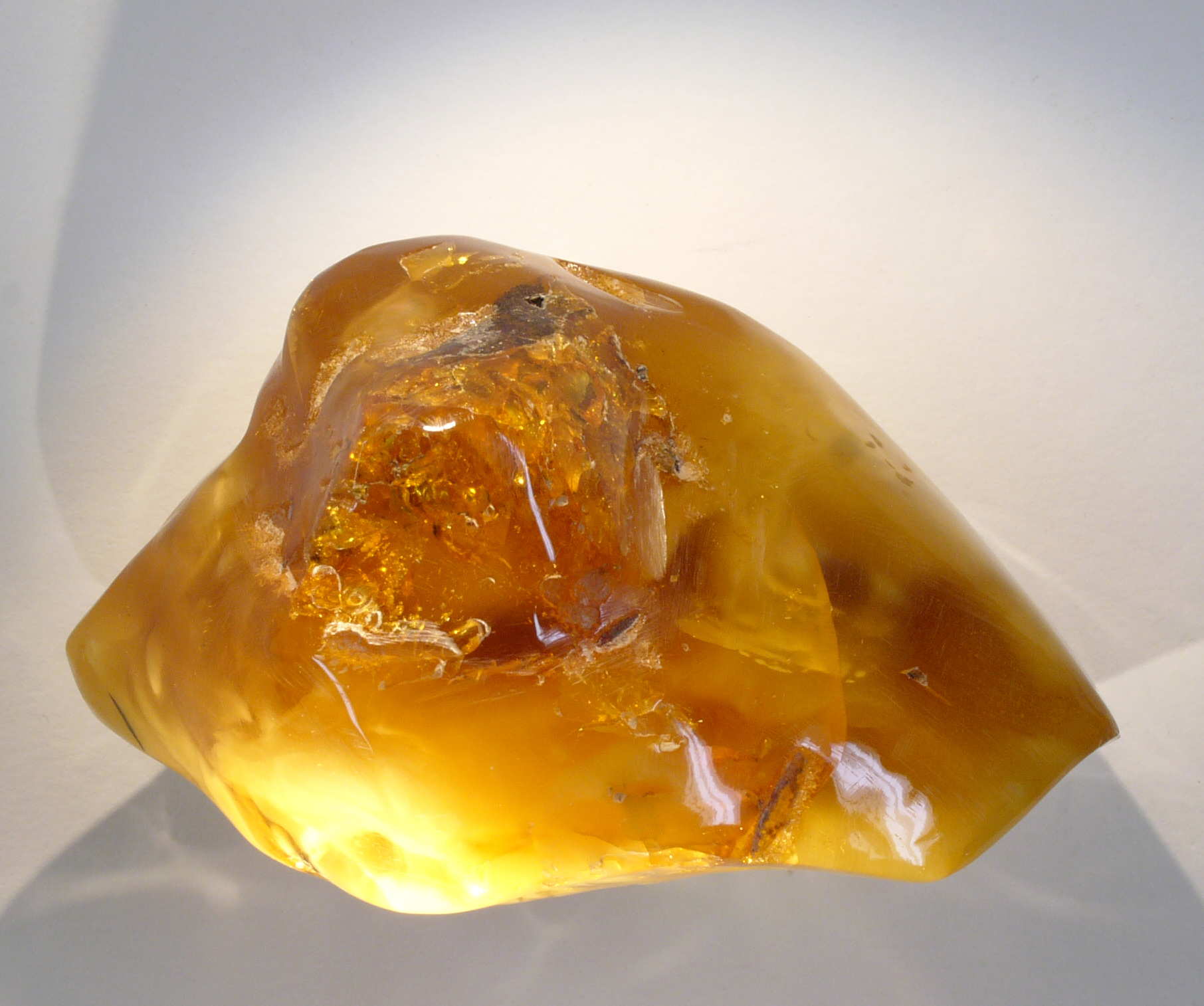
العنبر

المعادن الراتينجية لها مظهر من الراتينج، العلكة أو بلاستيك (أملس). والمثال الرئيسي هو الكهرمان، وهو شكل من أشكال الراتنج المتحجر.

### بريق حريري

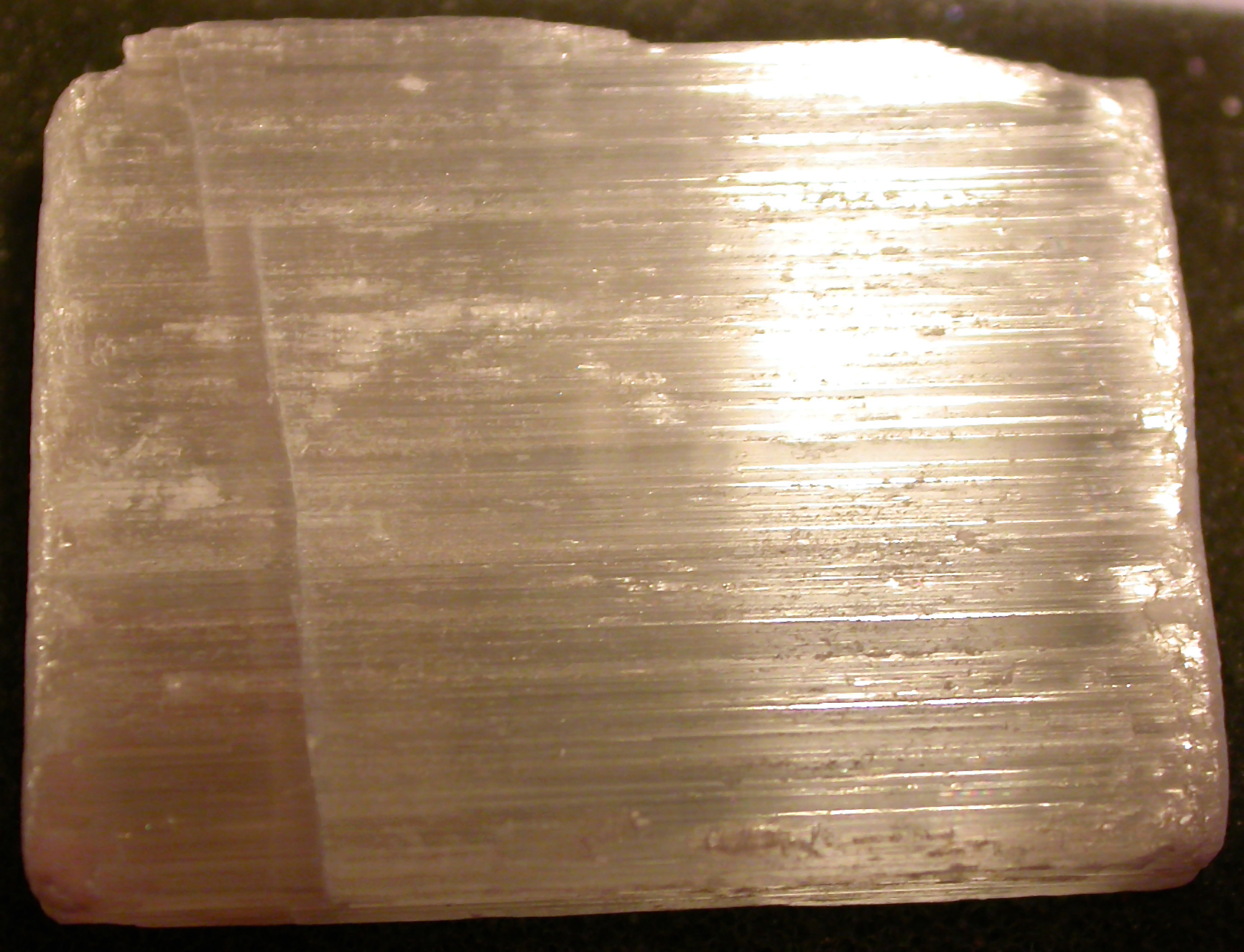
صقيل متنوع من الجص

للمعادن الحريرية ترتيب موازٍ للألياف الرفيعة للغاية، مما يمنحها لمعانًا يذكرنا بالحرير. وتشمل الأمثلة الأسبستوس، وأولوكسيت ومجموعة متنوعة من الجص. يتشابه مع البريق الليفي، ولكن لها نسيج خشن.

### بريق لامع

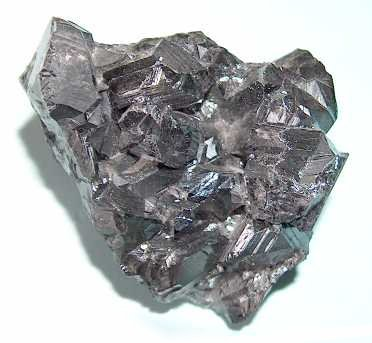
سفاليرايت

المعادن اللامعة لها بريق مماثل للمعدن، لكنها أكثر كآبة وأقل انعكاسا. غالبا ما يحدث البريق اللامع في المعادن شبه مبهمة مع مؤشرات الانكسار عالية جدا، مثل سفاليرايت، الزنجفر، أنثراسايت، و كوبريت.

### بريق زجاجي

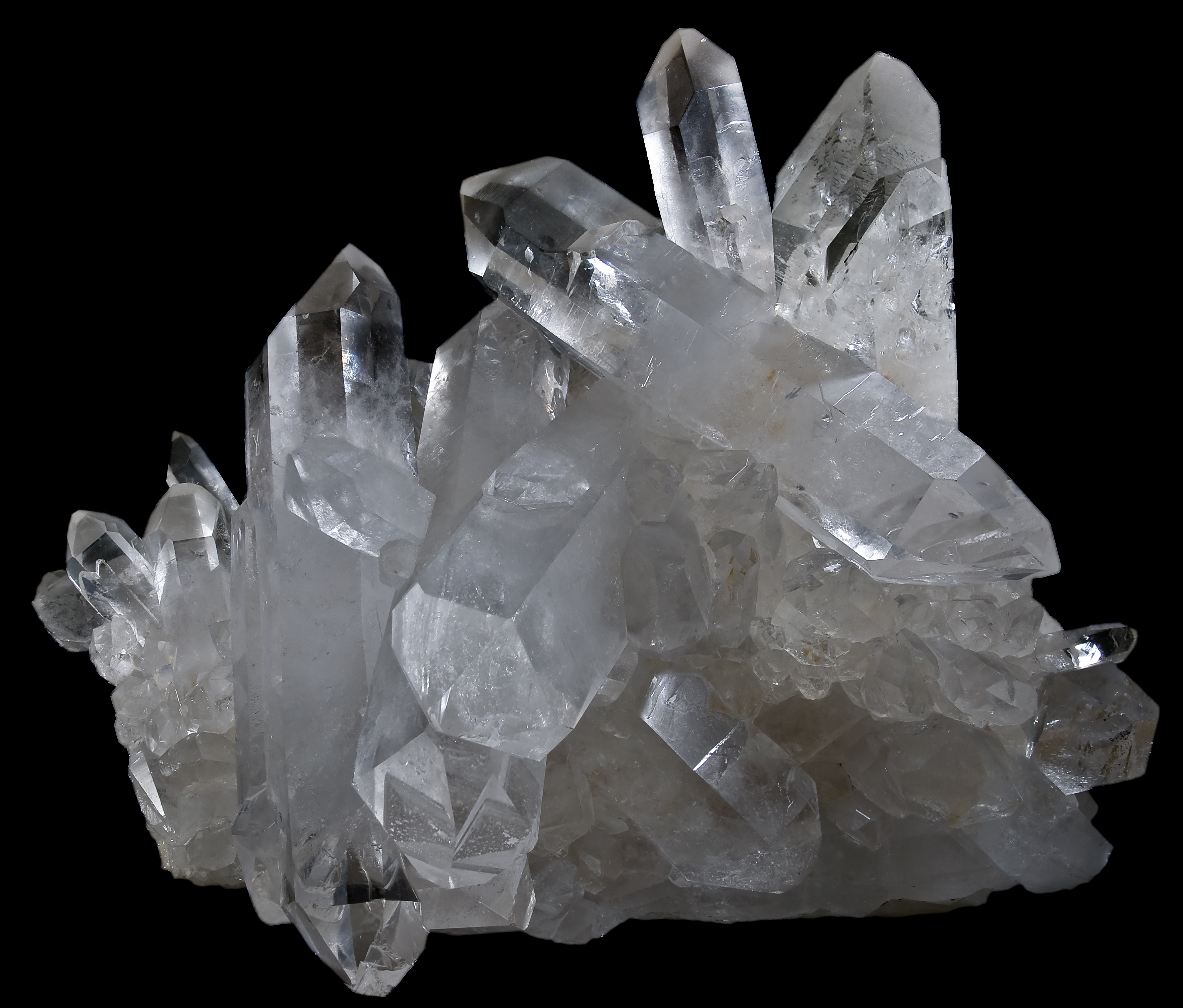
كوارتز

المعادن الزجاجية لها بريق الزجاج. يعتبر هذا النوع من اللمعان من أكثر الأنواع شيوعًا، ويحدث في معادن شفافة مع مؤشرات انكسار منخفضة نسبيًا. تشمل الأمثلة الشائعة الكالسيت والكوارتز والتوباز والبريل والتورمالين والفلوريت وغيرها.

### بريق شمعي

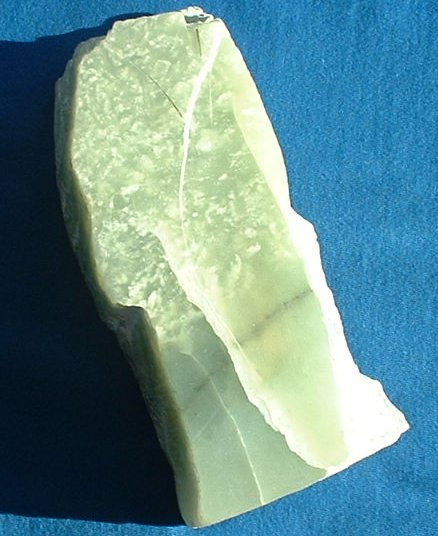
يشم

المعادن الشمعية لها بريق يشبه الشمع. تشمل الأمثلة اليشم والعقيق الأبيض.

## الظواهر البصرية

### النجمية

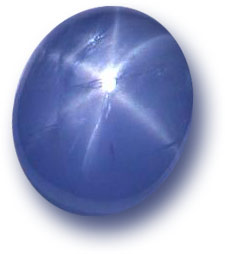
كابوشون ياقوت

النجمية هو عرض منطقة مضيئة على شكل نجمة. يشاهد في بعض الياقوت الأزرق والياقوت، حيث ينجم عن شوائب الروتيل. يمكن أن يحدث أيضًا في العقيق، والديوبسيد والسبنيل.

### أفنتورية

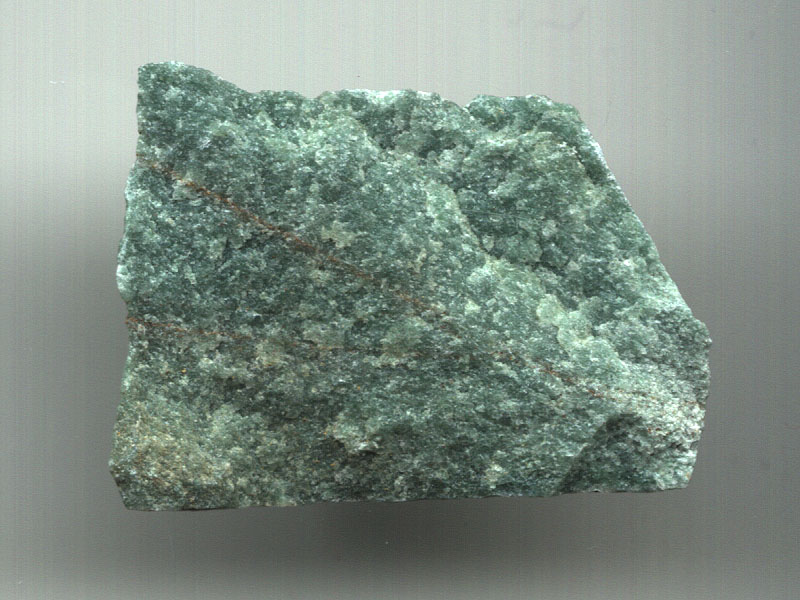
افينتورين

الأفنتورية هو تأثير انعكاسي مثل بريق. ينشأ من الصفائح المعدنية الدقيقة والموجهة بشكل تفضيلي داخل المادة. هذه الصفائح عديدة لدرجة أنها تؤثر أيضًا على لون جسم المادة.

### عين الهر

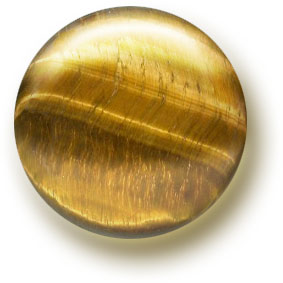
عين النمر

تعرض معادن عين الهر أشرطة مضيئة، والتي يبدو أنها تتحرك أثناء دوران العينة. تتكون هذه المعادن من ألياف متوازية (أو تحتوي على فراغات ليفية أو شوائب)، والتي تعكس الضوء في اتجاه عمودي على اتجاهها، وبالتالي تشكل نطاقات ضيقة من الضوء. أشهر الأمثلة هي عين النمر والكريسوبيريل، ولكن التأثير قد يحدث أيضًا في معادن أخرى مثل الزبرجد وحجر القمر والتورمالين.

### تغير اللون

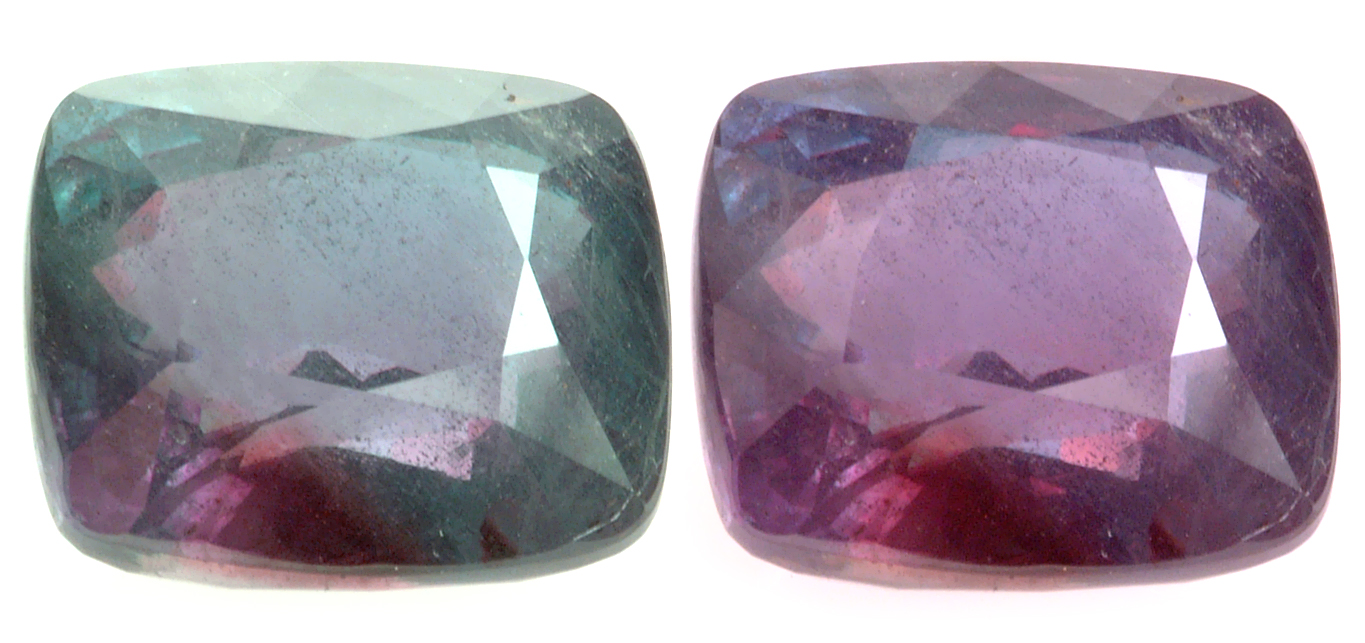
الكسندريت

غالبًا ما يوجد تغير اللون في ألكسندريت، وهو مجموعة متنوعة من أحجار كريسوبيريل. تحدث الأحجار الكريمة الأخرى أيضًا في أنواع متغيرة اللون، بما في ذلك (على سبيل المثال لا الحصر) الياقوت، العقيق، الإسبنيل. يعرض الكسندريت تغيرًا للون يعتمد على الضوء، جنبًا إلى جنب مع تعدد الألوان القوي. تنتج الأحجار الكريمة من استبدال أكسيد الألومنيوم على نطاق صغير بأكسيد الكروم، وهو المسؤول عن تغير لون الكسندريت المميز إلى اللون الأحمر. الكسندريت من جبال الأورال في روسيا أخضر بضوء النهار وأحمر بالضوء المتوهج. قد تكون أصناف أخرى من الكسندريت مصفرة أو وردية في وضح النهار، وألوان الكولومبين أو التوت الأحمر بالضوء المتوهج. سيكون التغيير الأمثل للون هو اللون الأخضر الزمردي إلى الأحمر البنفسجي الناعم، لكن هذا نادر.

### التقزح اللوني
التقزح اللوني هو عرض الضوء بألوان قوس قزح ناتج عن هياكل أو طبقات منتظمة رقيقة جدًا تحت سطح الأحجار الكريمة. تتداخل هذه الطبقات مع أشعة الضوء المنعكس، مما يعزز بعض الألوان ويلغي البعض الآخر. يعتبر التقزح اللوني في أفضل حالاته في العقيق الثمين.

### شيلر

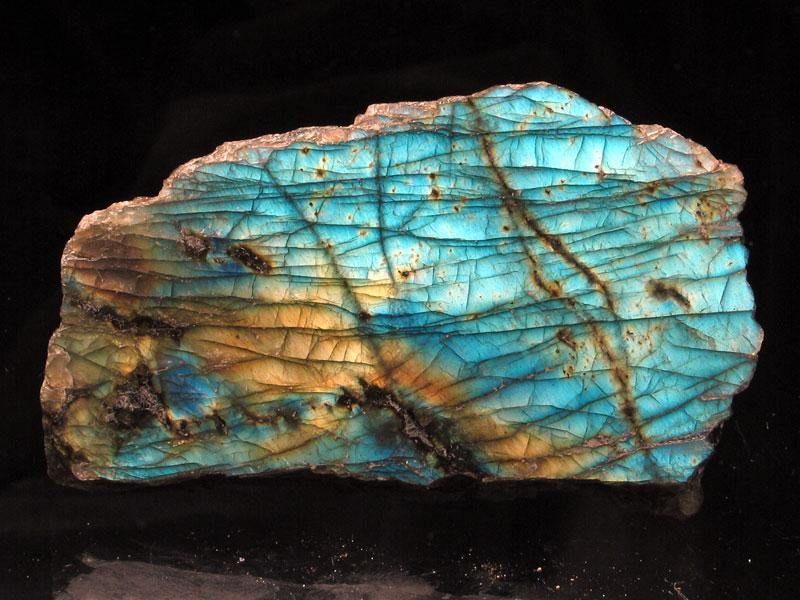
اللابرادوريت

شيلر، نسبةً إلى الكلمة Schiller من اللغة الألمانية والتي تعني "العرض الملون"،[بحاجة لمصدر] هو التقزح اللوني المعدني الذي ينشأ من تحت سطح حجر يحدث عندما ينعكس الضوء بين طبقات المعادن. وينظر إليه في حجر القمر واللابرادوريت.